# Willi
Los Willi o villi (pronúnciese: Wil-li o vil-li), en la mitología eslava, son seres espirituales que suelen habitar los bosques y hacerse presentes durante las noches, en este sentido tienen semejanzas con las hadas y los elfos.
Según cada región y cada tradición popular, las (o los) willi reciben diferentes apelativos. Durante el auge del romanticismo decimonónico la palabra willi o villi se difundió entre los ámbitos ilustrados de Europa Occidental, haciendo por ejemplo mención de ellas Heinrich Heine en su célebre libro De Alemania, por su parte Giacomo Puccini compuso una ópera llamada precisamente Le Villi, teniendo como uno de sus temas a estos seres fantásticos que dieron nombre a tal ópera.
- khovanets (como el domovoi),
- dolia (fata), polyovyk o polevoi (espíritu de los campos),
- perelesnyk (espíritu de la seducción),
- lesovyk o leshyi (espíritu),
- blud (errante),
- mara (espectro, espíritu de la confusión),
- chuhaister (gigante del bosque),
- mavka o niavka (ninfa del bosque),
- potoplenytsia (doncella ahogada, esposa del vodianyk o vodyanoy),
- vodianyk o vodyanoy (espíritu del fondo de las aguas, también potoplenyk),
- bolotianyk (espíritu de los pantanos),
- bisytsia (demonio femenino),
- potercha (espíritu de la muerte, niño sin bautizar),
- nichnytsia (espíritu de la noche),
- mamuna (demonio femenino),
- nechysta syla (poder maligno),
- scheznyk (el que desvanece),
- didko, antypko, antsybolot, aridnyk (más nombres de espíritus malignos).